# Брзо ходање
Брзо ходање је атлетска дисциплина која подразумева трку основним кораком, тј. напредовање кораком. Постоје два основна правила:
1. Једно стопало тркача (ходача) мора увек бити у додиру са подлогом, и по томе се разликује од трчања (код трчања имамо фазу лета - обе ноге истовремено у ваздуху);
2. Нога која иде напред мора бити испружена у колену, тј. несавијена, све до тренутка повратка ноге у окомит положај;

Уобичајене дисциплине су:
- 10 километара - за млађе категорије (млађи и старији јуниори)
- 20 километара - за мушкарце и за жене
- 50 километара - за мушкарце (најдужа олимпијска дисциплина)